# И още нещо
„И още нещо“ (на английски: Anything Else) е комедия написана и режисирана от Уди Алън, която излиза на екран през 2003 година.

## Сюжет
Джери Фолк е начинаещ нюйоркски писател. Един ден той среща млада жена Аманда и се влюбва в нея от пръв поглед. Аманда е доста непредсказуема. Писателят е чувал фразата „животът е като нещо друго“ много пъти, но сега разбира, че животът му с Аманда съвсем не е това, което е било преди...

## В ролите
| Актьор         | Роля            |
| -------------- | --------------- |
| Уди Алън       | Дейвид Добел    |
| Джейсън Бигс   | Джери Фолк      |
| Кристина Ричи  | Аманда Чейз     |
| Стокард Ченинг | Пола Чейз       |
| Дани Де Вито   | Харви Уекслер   |
| Джими Фалън    | Боб             |
| Уилям Хил      | Психоаналитикът |
| Ерика Лирсен   | Конни           |
| Дайана Крол    | Себе си         |